# Kẹn
Kẹn hay còn gọi mã dẻ, thất diệp (danh pháp khoa học: Aesculus assamica) là một loài thực vật có hoa trong họ Bồ hòn. Loài này được Griff. mô tả khoa học đầu tiên năm 1854.